# Azután
Azután – gmina w Hiszpanii, w prowincji Toledo, w Kastylii-La Mancha, o powierzchni 21,61 km². W 2011 roku gmina liczyła 295 mieszkańców.